# 真田幸民
真田 幸民（さなだ ゆきもと）は、江戸時代末期の大名、明治時代の日本の華族（伯爵）。信濃松代藩の第10代（最後）藩主、同藩初代（最後）知藩事。血統上は伊達政宗の男系子孫である。

## 生涯
伊予宇和島藩主・伊達宗城の長男。幼名は保麿。先代藩主・真田幸教の養嗣子となる。慶応2年（1866年）3月9日、養父・幸教の隠居により、家督を相続した。同年4月25日、従五位下信濃守に叙任した。慶応4年（1868年）1月19日、旧幕府から甲府城代を命じられる。同年1月25日、辞退する。戊辰戦争に際しては、2月頃から新政府側として行動する。同年3月3日、新政府から甲府城代を命じられる。また、北越戦争、会津戦争へ出兵し、重要な戦功を挙げた。これにより新政府から賞典禄3万石を加増された。
明治2年（1869年）1月、上洛する。同年6月、版籍奉還により知藩事となった。明治3年（1870年）、松代騒動が勃発し、一揆勢の説諭にあたる。明治4年（1871年）、廃藩置県で免官となる。
明治5年（1872年）4月、横浜港を出発し、欧米各国を視察した。明治6年1月、帰国した。明治17年（1884年）に子爵、明治24年（1891年）に伯爵となった。明治36年（1903年）9月8日、東京で死去した。享年54。

## 栄典
- 1884年（明治17年）7月8日 - 子爵[1]
- 1885年（明治18年）7月13日 - 勲三等旭日中綬章[2]
- 1891年（明治24年）4月23日 - 伯爵[3]

## 家族
- 父：伊達宗城（伊予宇和島藩第8代藩主）
- 母：栄信院、栄、栄浦（武田氏）
- 養父：真田幸教（信濃松代藩第9代藩主）
- 正室：大村隆子（真隆院、大村純熈の次女）[注 1]
  - 長男：真田幸正（真田家第11代当主）[注 2]
  - 長女：松子（島津忠麿夫人）[注 3]
  - 次男：真田幸久[注 4]（明治42年（1909年）分家）[注 5]
  - 次女：田鶴子（大村純英夫人）[注 6]
  - 三女：信子（藤堂高紹夫人）[注 7]
- 継室：伊東宏子（真宏院、伊東祐相の娘）[注 8]
- 継室：島津輯子（真浄院、島津久光の養女、竹内治則の娘）[注 9]
  - 三男：清棲幸保（清棲家教の養子）[注 10]